# ان‌جی‌سی ۳۲۴۴
ان‌جی‌سی ۳۲۴۴ (انگلیسی: NGC 3244) نام یک کهکشان مارپیچی در صورت فلکی تلمبه است.